# Cipriano Chemello
Cipriano Chemello (ur. 19 lipca 1945 w Crespano del Grappa, zm. 14 lutego 2017 w Bassano del Grappa) – włoski kolarz torowy i szosowy, brązowy medalista olimpijski oraz czterokrotny medalista torowych mistrzostw świata.

## Kariera
Pierwszy sukces w karierze Cipriano Chemello osiągnął w 1965 roku, kiedy wspólnie z Cencio Mantovanim, Aroldo Spadonim i Luigim Roncaglią zdobył srebrny medal w drużynowym wyścigu na dochodzenie podczas mistrzostw świata w San Sebastián. Na rozgrywanych rok później mistrzostwach we Frankfurcie razem z Roncaglią, Antonio Castello i Gino Pancino był w tej konkurencji najlepszy. W drużynowym wyścigu na dochodzenie Cipriano zdobył jeszcze trzy medale w przeciągu dwóch lat. Na rozgrywanych w 1967 roku mistrzostwach świata w Amsterdamie w 1967 roku ponownie zdobył srebro, a rok później włoski zespół w składzie: Cipriano Chemello, Lorenzo Bosisio, Giorgio Morbiato i Luigi Roncaglia wywalczył złoto. Ostatni medal zdobył na igrzyskach olimpijskich w Meksyku, gdzie razem z Morbiato, Roncaglią, Bosisio i Pancino zajął trzecią pozycję. Na tych samych igrzyskach rywalizację indywidualną zakończył na piątej pozycji. Startował także w wyścigach szosowych, jednak bez większych sukcesów.